# パブロ・イグレシアス (1978年生)
パブロ・イグレシアス・トゥリオン（Pablo Iglesias Turrión, スペイン語発音: [ˈpaβlo iˈɣlesjas tuˈrjon], 1978年10月17日 - ）は、スペイン・マドリード出身の政治家。2014年から2021年までポデモス党首を務めた。
政治家になる前は著作家、マドリード・コンプルテンセ大学の政治学講師、テレビの政治討論番組司会者として活動していた。2014年5月にポデモスから欧州議会議員選挙に当選して欧州議会議員となり、11月にポデモス党首に就任した。現在でもテレビ番組「ラ・トゥエルカ」と「フォルト・アパチェ」の司会を務めており、また頻繁に政治討論番組に出演している。

## 経歴

### 学術活動
1978年にマドリードで生まれた。2001年にコンプルテンセ大学で法学の学位を取得し、2004年には政治学の学位を優等で取得した。2008年にはポストナショナル・コレクティブ・アクションという主題で政治学の博士号(PhD)を取得し、政治学のMASと教員免許を傑出した成績で取得した。2010年にはマドリードのカルロス3世大学で、映画の政治的分析という主題で人文科学の修士号を取得し、スイスのEGSでは政治理論、映画、精神分析を学び、2011年に情報科学の修士号を取得した。その後はコンプルテンセ大学で政治学の主任講師を務め、2014年9月には同大学の名誉教員となった。
イスパンTV(英語版)の政治討論番組「Fort Apache」（アパッチ要塞）とプブリコTV(英語版)の「La Tuerka」で司会を務め、コン・マノ・イスキエルダ（左手とともに）という制作会社で放送ディレクターを務めた。2002年以降には、学術雑誌に30本以上の論考を発表している。

### 政治活動

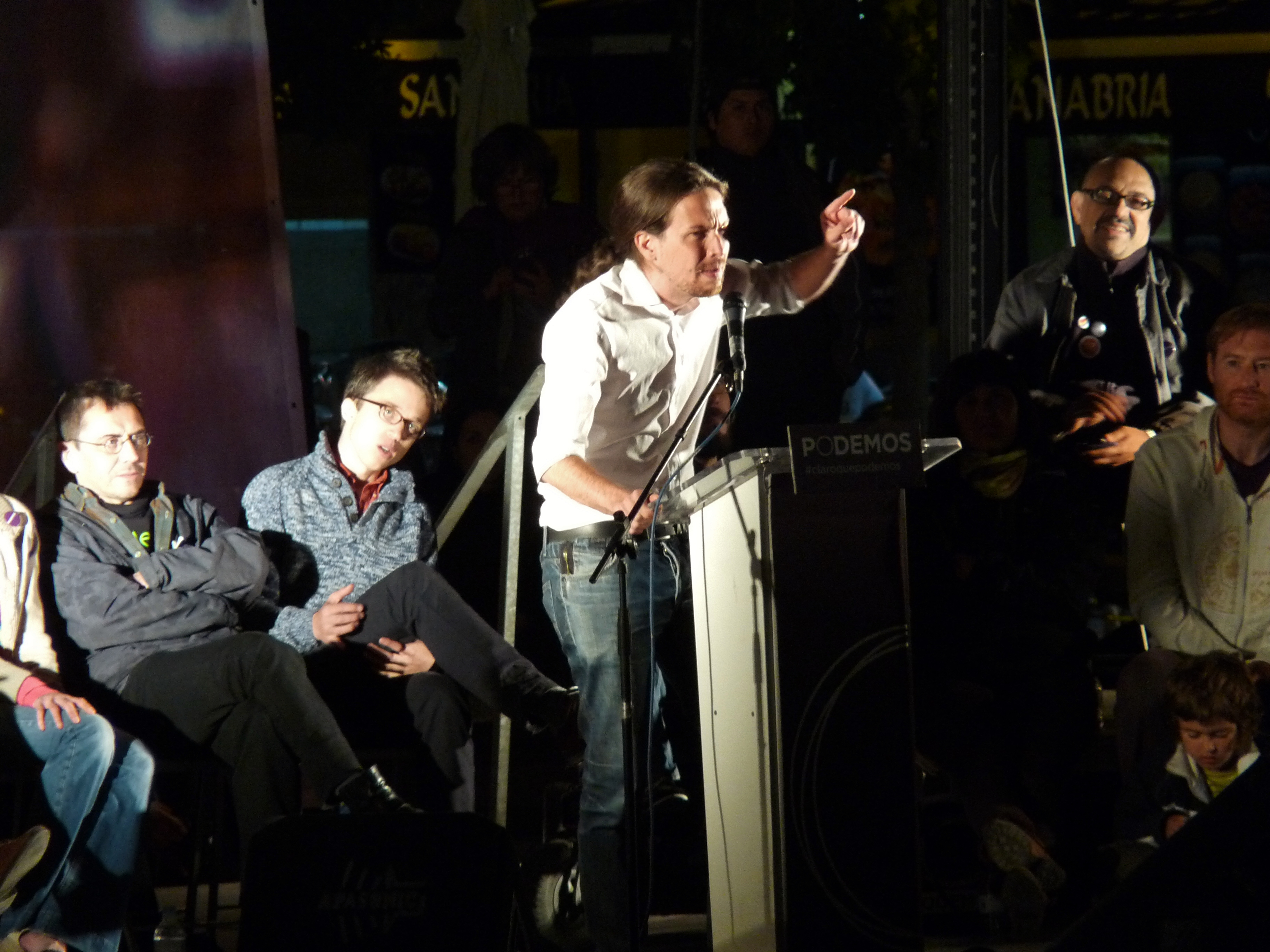
2014年の欧州議会議員選挙に向けた選挙運動中のイグレシアス

イグレシアスは自身を左翼の位置に置いており、かつてはスペイン共産党(PCE)の党員であり、また反グローバリゼーション運動に参加していた。2014年1月には、数か月後の欧州議会議員選挙参加を見据えたポデモス運動の主体者のひとりとなり、4月3日の公開予備選挙でポデモスの選挙名簿筆頭に選ばれた。ポデモスは欧州議会議員選挙で5議席を獲得して、国民党(PP)、社会労働党(PSOE)、イスキエルダ・プルラル（IP、「多様な左翼」）に次ぐ第4党となり、イグレシアス自身も欧州議会議員に当選した。ポデモスは欧州議会で欧州統一左派・北方緑の左派同盟(GUE/NGL)に所属し、6月25日、イグレシアスはGUE/NGLから欧州議会の議長に推薦された。
スペインにおける2014年のBing検索ランキングでは、大流行を見せたエボラ出血熱、黒字化を果たした国有銀行のバンキアに次いで、イグレシアスが第3位にランクインした。

### メディア活動
イグレシアスはプブリコ、Kaosenlared、ディアゴナル、レベリオンなどのメディアに記事を寄稿している。2013年10月にはメディア活動による社会変革の功績が称えられ、カルロス3世大学のジャーナリズム・視聴覚情報学科からエンフォカドス賞を授与された。同じ賞をイグナシオ・エスコラールとジョルディ・エボレも受賞している。
2003年、「テレK」（Tele K）によるテレビ番組「ラ・トゥエルカ」の司会に就任した。2012年11月、テレビ番組「ラ・セクスタ・コルムナ」のコーナー「ラホイの1年」にアナリストとして出演し、2011年に与党の座に就いた国民党のマリアーノ・ラホイ政権の1年を分析した。2013年5月、イグレシアスは「インテレコノミア」（Intereconomía Televisión）が放送するテレビ番組「El Gato al Agua」にゲストとして招かれ、2012年9月25日にマドリードで起こったデモ「Rodea el Congreso」について発言した。これ以後には他のメディアからも出演依頼を受けるようになり、「エル・ガト・アル・アグア」、「エル・カスカベル・アル・ガト」（13 TV）、「ラ・セクスタ・ノチェ」（ラ・セクスタ）、「ラス・マニャーナス・デ・クアトロ」（クアトロ）、「24h ノチェ」（24時間ch）などの討論番組で人気のゲストとなった。

## 人物
祖父のマヌエル・イグレシアスはフランコ体制下のスペインで死刑宣告を受けたが、彼に対する告発の不正が証明されたため、死刑は執行されなかった。母親のルイサ・トゥリオンはスペイン労働者委員会(CC.OO.)の顧問弁護士、父親のハビエル・イグレシアスは元歴史学教授で労働監督官である。イグレシアスによれば、父親はマルクス・レーニン主義・反フランコ主義の過激革命組織FRAP(英語版)のメンバーだった。イグレシアスの名前は、社会労働党(PSOE)を創設した社会主義者のパブロ・イグレシアス (1850年生の政治家)に由来している。。

## 著書
- Iglesias Turrión, Pablo; Espasandín, Jesús (coordinadores) (2007). Bolivia en Movimiento. Acción colectiva y poder político. Madrid: El Viejo Topo. pp. 376. ISBN 978-84-96831-25-4
- Iglesias Turrión, Pablo (2009). Multitud y acción colectiva postnacional. Madrid: Complutense de Madrid, Servicio de Publicaciones. pp. 574. ISBN 978-84-692-1016-1
- Iglesias Turrión, Pablo (2011). Desobedientes. Madrid: Popular. pp. 249. ISBN 978-84-7884-498-2
- Iglesias Turrión, Pablo; Monedero, Juan Carlos (2011). ¡Que no nos representan!: El debate sobre el sistema electoral español. Madrid: Popular. pp. 127. ISBN 9788478845156

- Iglesias Turrión, Pablo (2013) Cuando las películas votan. Lecciones de ciencias sociales a través del cine,Catarata
- Iglesias Turrión, Pablo (2013) Maquiavelo frente a la gran pantalla. Cine y política, Akal
- Iglesias Turrión, Pablo; Nega (2013). Abajo el Régimen. Conversación entre Pablo Iglesias y Nega LCDM. Icaria, colección Más Madera a dos voces